# Selector infected WIXOSS -Re/verse-
『selector infected WIXOSS -Re/verse-』（セレクター インフェクテッド ウィクロス リバース）は、日本のテレビアニメ『selector infected WIXOSS』の公式スピンオフ漫画作品。スクウェア・エニックス『月刊ビッグガンガン』で2014年Vol.10から2015年Vol.11まで連載された。
原作・LRIG、ストーリー原案・岡田麿里、漫画・めきめき。

## 概要
タカラトミーが2014年に発売したトレーディングカードゲーム (TCG) 『WIXOSS』と連動したテレビアニメ『selector』シリーズの派生作品の一つである。本作と並行して集英社『ウルトラジャンプ』2014年8月号から2015年6月号まで連載された『selector infected WIXOSS -peeping analyze-』（漫画・鈴木マナツ）がアニメ『selector』の直接的な外伝作品となっているのに対し、本作はアニメ『selector』と基本設定を共有しながらも登場人物等は全く別個であり、双方がどのような関係にあるのかは明言されていない。
アニメ『selector』との大きな違いとして、アニメがTCGの販売促進を目的に作られる同ジャンルの他作品に比べるとTCGとしての『WIXOSS』のプレイング描写を大幅に簡略化しているのに対し、本作では雑誌付録のプロモカードを話中で実際に使用するなどTCGとしての『WIXOSS』のプレイングやルール説明に沿った描写に重点を置いていることが挙げられる。

### TCG『WIXOSS』との関係
この作品に登場するルリグおよびセレクターはアニメと全く異なる完全オリジナルであるが、ブースターパックに入っているカードや雑誌および単行本の付録、公認大会「WIXOSS PARTY」上位入賞者商品のプロモカードには本作のルリグが描かれているものがある。また、TCG『WIXOSS』の1周年記念カード《comics WIXOSS》 (PR-168) ではグロウ可能なルリグタイプとして『peeping analyze』のリメンバと共にアルフォウが指定されていた。
その後、2015年10月12日に開催されたイベント「ウィクロス文化祭」の席上でアルフォウがTCGで使用可能になることが発表され、単行本第2巻付録のプロモカードで正式に登場。また、2016年3月発売のブースターパック・WX-12リプライドセレクターではアルフォウの専用シグニ《彷徨変異の小悪 サユラギ》とレベル0のハイティが新規に登場した。

## あらすじ
少女たちの間で流行しているTCG『WIXOSS』。そのゲーム上でプレイヤーの分身として戦う「ルリグ」には意思を持った特別なカードがあり、そのルリグに選ばれた「セレクター」は『WIXOSS』を用いたバトルに勝ち続けるとあらゆる願いを叶える力を手にする「夢限少女」になれるという都市伝説が存在する。
黒澤ゆらぎは幼馴染みの尽白真子や他の同級生たちと1プレイヤーとして『WIXOSS』を楽しんでいたが、街中で遭遇した車椅子の少女に今まで目にしたことの無い黒のルリグ・アルフォウのカードを手渡される。ゆらぎはカードの中のアルフォウが自分に話しかけて来たことに戸惑うが、そこへ新たなセレクターの誕生を察知した若葉に勝負を挑まれて否応なくセレクター同士のバトルに巻き込まれてしまう。
翌日、ゆらぎは真子も白のルリグ・ハイティを手にしてセレクターとなったことを本人から知らされた。真子は「絶対に叶えたい願いがある」と言い、その決意を前にゆらぎは「真子の願いを叶える」と言う願いを賭けてセレクター同士のバトルに自ら身を投じて行く。

## 登場キャラクター
本作のルリグは単行本第1巻の発売時点ではTCG『WIXOSS』で使用可能なルリグとしては登場していないが、基本設定はTCGに準じており雑誌や単行本の付録および大会商品のプロモカードでイラストに描かれているものがある。

### セレクター
黒澤 ゆらぎ（くろさわ ゆらぎ）
本作の主人公。明るく活発な女子中学生だが、容姿端麗で成績優秀な姉と比べられることにコンプレックスを抱いている。同級生で幼馴染みの尽白真子に親友として以上の強い感情を抱いており、日頃から「真子は私が守る」を最優先に考えて行動している。『WIXOSS』はクラスで流行っているので普通にプレイしていたが、車椅子に乗った謎の少女から黒のルリグ・アルフォウを斡旋されたことでセレクターとなった。真子も自分と同じようにセレクターとなったことを知ってからは、3敗してセレクターの資格を失った際の過酷なペナルティから真子を守るべく真子の代わりに他のセレクターと戦う決意を固める。
セレクターとしての戦績は1勝0敗（若葉-青葉組に勝利）。
尽白 真子（つきしろ まこ）
ゆらぎの親友。内向的で小さい頃からゆらぎが真子をリードすることが多かったが、芯の強さも合わせ持っている。クラスの男子からはかなり人気があるが、ゆらぎが目を光らせているため特定の男子とは付き合っていない。白のルリグ・ハイティを手にしてセレクターとなったことをゆらぎに打ち明け「絶対に叶えたい願いがある」として、今後も「夢限少女」を目指してバトルを続けて行く決意を伝える。
セレクターとしての戦績は1勝0敗（姫瑠-時緒組に勝利）。
若葉（わかば）
神出鬼没の女子小学生。バトルでは緑のルリグ・青葉を使用。若葉曰く、青葉とは「魂の双子」。ゆらぎがアルフォウを手にしてセレクターとなった直後、その気配を察知して勝負を挑むが返り討ちに遭ってしまう。しかし、その後もセレクター同士のバトルが勃発するとどこからともなくギャラリーとして現れる。
作中で描写されているセレクターとしての戦績は0勝1敗（ゆらぎ-アルフォウ組に敗北）。
紅 姫瑠（くれない ひめる）
真子に勝負を挑んで来たセレクター。一人称は「姫」で「自分の王国を築く」願いを賭けて、赤のルリグ・時緒と共にバトルを続けている。「自分に釣り合う白馬の王子様」の出現を待ち望んでおり、ゆらぎ達の同級生である無藤樹に一目惚れする。
作中で描写されているセレクターとしての戦績は0勝1敗（真子-ハイティ組に敗北）。

### ルリグ
アルフォウ
声 - 高木美佑（ブラウザゲーム『ウィクロス マルチバース』）
ゆらぎが車椅子の少女から斡旋された黒のルリグ。強烈なマゾヒズムの持ち主で日頃の言動は変態的だが、バトルには滅法強くゆらぎがセレクターになった初戦ではアーツ《デス・ブーケトス》を決めて若葉-青葉組に勝利した。
キャストは2022年のブラウザゲーム『ウィクロス マルチバース』登場時に決定した。
ハイティ
真子がパックから引き当てた白のルリグ。ルリグは基本的に飲食をしなくても問題ないが、コーヒーの香りを好んでおり真子に頼んでホットコーヒーの香りを嗅がせてもらっている。
かつてセレクターだった頃に真子の姉と何らかの因縁があるらしく、そのことに起因してかゆらぎに強い不信感を抱いている。
青葉（あおば）
若葉が連れている緑のルリグで、若葉曰く「魂の双子」。
2015年1〜2月の店頭大会「WIXOSS PARTY」の上位入賞者景品として提供されたアーツ《再三再四》（ウェイクアップ）に描かれていた。
時緒（ときお）
姫瑠が連れている赤のルリグで、ウェイトレス風の格好をしている。

### その他の人物
無藤 樹（むとう いつき）
ゆらぎと同じクラスの男子中学生。
車椅子の少女
ゆらぎにアルフォウを斡旋した謎の少女。

## 単行本
原作・LRIG、ストーリー原案・岡田麿里、漫画・めきめき 『selector infected WIXOSS -Re/verse-』スクウェア・エニックス〈ビッグガンガンコミックス〉、全2巻
1. 2015年02月25日初版[注 4]・発売 ISBN 978-4-7575-4572-4
2. 2015年12月25日初版[注 5]・発売 ISBN 978-4-7575-4850-3